# Aichen (Waldshut-Tiengen)
Aichen ist der Hauptort der Ortschaft Aichen-Gutenburg und ein Stadtteil der Kreisstadt Waldshut-Tiengen im Landkreis Waldshut in Baden-Württemberg. Aichen war bis 1974 eine selbstständige Gemeinde.

## Geographie

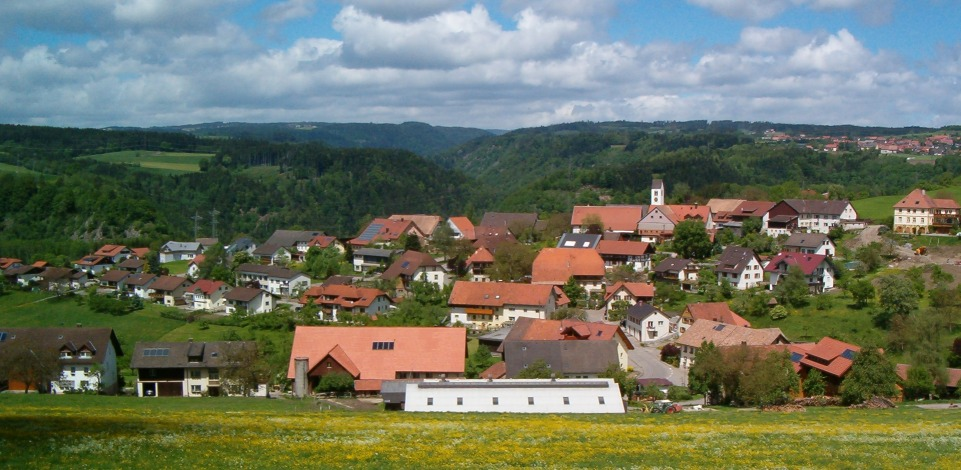
Aichen und im Hintergrund, jenseits des Schlüchttals, der Weilheimer Berg und das Schwarzatal.

Aichen liegt in den südöstlichen Ausläufern des Südschwarzwaldes, Region Hochrhein, oberhalb der Steilhänge der von Norden nach Süden verlaufenden Schlücht (Schlüchttal). Die Ortschaft liegt etwa auf halber Höhe zwischen der Schlücht und den nahen Erhebungen, im Seitental eines Schlüchtzuflusses. Der Hauptort selbst liegt auf 563 m ü. NN, der 2,6 km nördlich gelegene Ortsteil Allmut auf ca. 590 m ü. NN und der 4 km südlich gelegene Ortsteil Gutenburg mit der Ruine der Burg Gutenburg auf 440 m ü. NN. Die Gemarkung Aichen (früheres Gemeindegebiet) erstreckt sich vom Schlüchttal (tiefster Punkt ca. 385 m ü. NN) bis zu den Höhen des Bergrückens (höchster Punkt ca. 706 m ü. NN), der das Schlüchttal vom Steinatal im Osten trennt.

## Geschichte

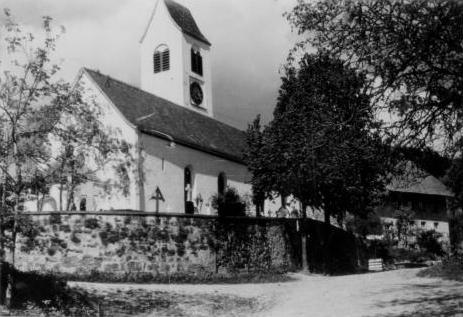
Alte Pfarrkirche 1454–1972

Das älteste bekannte Dokument, das Aichen als Ort erwähnt, stammt aus dem Jahre 1275. Eine Kapelle im Gebiet des heutigen Ortes wurde bereits 1160 dokumentiert. 1297 wird von einer Kirche berichtet. Diese brannte gut 100 Jahre später ab, die wiederaufgebaute Kirche wurde 1454 eingeweiht. 1745 abgebrannt, Neubau 1746 unter Franz Schächtelin.
Der Ortsname variiert im Laufe der Geschichte und wird zeitweilig mit Eichain (1275), Aichan (1297) und Aychen (1538) angegeben.
Aichen gehörte im frühen Mittelalter zum Besitz des Rittergeschlechts der Herren von Allmut, die ihre Burg Allmut hoch über den Steilhängen der Schlücht im gleichnamigen Ortsteil hatten. Ende des 13. Jahrhunderts ist dieses Geschlecht wohl untergegangen. Der Besitz ging an die Herren von Lupfen und schließlich 1352 als Pfand unter Eberhard von Lupfen an Dietheim von Mundelfingen. Nach weiteren Verpfändungen und Streitigkeiten über den Besitz zwischen Götz am Stad zu Schaffhausen und Junker Johann von Heudorf wird 1450 Wilhelm von Heudorf als Grundherr genannt. Dieser war schließlich so verschuldet, dass er zunächst 1466 ein Viertel der Herrschaft Allmut an die Freiherren von Reischach verkaufen musste. 1468 zerstörten die Schweizer im Zuge der Belagerung von Waldshut die Burg Allmut bis auf die Grundmauern. 1473 musste Wilhelm von Heudorf die restlichen drei Viertel der Herrschaft Allmut für einen geringen Preis an den auf der Gutenburg beheimateten Ritter Dietrich von Rumelang abgeben. Zwischen 1495 und 1501 ging die Verwaltung des Ortes auf das Kloster St. Blasien über.
1840 wurde das Alte Rathaus erbaut, 1857 erfolgte die Neueröffnung der Realwirtschaft Zum Löwen (dem heutigen Landgasthof Löwen), und 1886 wurde die Wendelinskapelle in Allmut errichtet.
Zu Beginn der 1970er Jahre wurde das Rathaus in der neu erbauten Mehrzweckhalle untergebracht. Zur selben Zeit wurde die Alte Pfarrkirche bis auf den Turm und den Chor abgerissen und neu erstellt.
Aichen war bis zum 30. Juni 1974 eine selbstständige Gemeinde. Danach wurde sie im Zuge der baden-württembergischen Verwaltungsreform der 1970er Jahre zunächst in die damals noch selbstständige Stadt Tiengen/Hochrhein eingegliedert, ehe diese ihrerseits am 1. Januar 1975 mit der Stadt Waldshut zusammengelegt wurde.

### Einwohnerentwicklung
Einwohnerzahlen des Hauptortes einschließlich der Teilorte Allmut und Gutenburg.
| Jahr | Einwohner |
| ---- | --------- |
| 1871 | 330       |
| 1900 | 280       |
| 1925 | 283       |
| 1939 | 342       |
| 1950 | 414       |
| 1961 | 363       |
| 1970 | 337       |
| 2004 | 369       |
| 2010 | 328       |
| 2023 | 309       |

### Wappen
Das frühere Gemeindewappen von Aichen zeigt drei Eicheln mit Stiel, die, mit dem Stielansatz im Zentrum, sternförmig auseinander streben. Zwischen den Eicheln sind wiederum drei Eichenblätter mit Stiel angeordnet, die ebenfalls mit dem Stiel im Zentrum auseinander streben. Eicheln und Eichenblätter haben die Farbe Grün und sind auf silbernem Wappengrund platziert.

## Wirtschaft und Infrastruktur

### Industrie und Gewerbe
Der einzige Industriebetrieb der Ortschaft Aichen befindet sich im Ortsteil Gutenburg. Die heutige Faserplattenfabrik GUTEX wurde 1902 als Elektrizitätswerk (Wasserkraft aus der Schlücht) gegründet und stieg 1922 in die Produktion von Holzschliff für eine Papierfabrik ein. Schließlich wurde 1932 die erste Fertigungsstraße Europas für Holzfaser-Dämmplatten eingerichtet.

### Verkehrsanbindung
Hauptverkehrsanbindung ist die Kreisstraße 6556, die von der Landstraße 158 im Schlüchttal kommend nach vier Kilometern Aichen erreicht und über den Bergrücken vorbei am Berghaus nach Krenkingen und zur L 159 im Steinatal führt.

### Bauwerke
- katholische Kirche
- Landgasthof Löwen, historisches Gebäude
- Zehntscheuer
- Mehrzweckhalle
- Pfarrhaus Aichen erbaut unter Abt Meinrad Troger durch Ferdinand Weitzenegger

### Persönlichkeiten
- Johann Nepomuk Amann